# 翟振锋家族腐败案
翟振锋家族腐败案，又称郑州房妹案，是指中华人民共和国河南省郑州二七区原房管局长翟振锋及其家族参与的房产买卖和贿赂案件。此案原由2012年年底、2013年初，网络网民发现并举报，后成为一起刑事案件。
2012年11月26日，网民举报称一名20岁的上海籍女孩在郑州拥有十一套经济适用房，因此被称为“房妹”，并称其为河南房管局局长千金。随即河南当地政府否认，但经调查发现确为郑州二七区原房管局长翟振锋之女。同年12月29日，调查发现她拥有两个户口；其父母亦违反计划生育政策，多有一子。2013年1月4日，郑州市检察院决定，正式对郑州市二七区房管局原局长翟振锋立案查处。随后，调查组确认翟振锋一家拥有29套房产。随后，“房妹”事件触发郑州检查保障房。郑州市于16日启动了对全市保障性住房违规行为进行全面检查的工作，检查结果将于2月初进行通报。经《新京报》记者调查，翟家的资产远不止于此。翟振锋妹夫、妻子开办的房地产公司（河南一通房地产开发有限公司、河南兰亭房地产开发公司），实为翟操控，其中倒卖出700套房屋，涉嫌数千万资金。2014年12月18日，翟振锋因犯挪用公款罪、贪污罪、受贿罪、行贿罪、单位行贿罪、滥用职权罪，判处有期徒刑25年，并处没收个人财产人民币9万元，违法所得予以追缴，上缴国库。

## 相关
- 龚爱爱腐败案（俗称：陕西“房姐”腐败案）